# البطولات الأسترالية 1956 (كرة مضرب)
هنا قائمة بالبطولات الأسترالية لكرة المضرب, المعروفة الآن باسم أستراليا المفتوحة لسنة 1956:

## فردي رجال
ليو هواد هزم  كين روزوال 6-4 3-6 6-4 7-5

## فردي سيدات
ماري كارتر رايتانو هزم  ثيلما كوين لونغ 3-6, 6-2, 9-7